# カイルル・アムリ
ムハンマド・カイルル・アムリ・ビン・ムハンマド・カマル（Mohammad Khairul Amri bin Mohammad Kamal、1985年3月14日 - ）は、シンガポールの元サッカー選手。元シンガポール代表で現役時代のポジションはFW。

## 経歴
バイハッキ・カイザン、シャーリル・イシャク、ハッサン・サニーと共にカイルル・アムリはシンガポール国立フットボールアカデミーの第一期生である。
その後は、Sリーグ所属のヤング・ライオンズに所属した。2006年のSリーグではピアラFAマレーシアでの4得点を含む20得点以上を挙げ、フリーキックからの多くの得点も相俟って、同年の得点王に並ぶ活躍を見せた。バイハッキ・カイザンがゲイラン・ユナイテッドFCに移籍した後は、ヤング・ライオンズの主将となった。
2008年半ばの移籍市場では、タンピネス・ローバースFCに移籍し、Sリーグ年間最優秀若手選手賞に輝いた。しかしながら、同年のシンガポール・カップの第3ゲームの88分に中足骨を怪我し、二ヶ月の療養を余儀なくされた。奇しくもその対戦相手はヤング・ライオンズであった。
2010年にはインドネシアのプルシバ・バリクパパンに移籍、23試合に出場し9得点の活躍をした。このシーズンでも彼は足の筋肉を怪我し、7ヶ月以上の欠場を余儀なくされた。
2011年11月にはマレーシア・スーパーリーグへの参戦が決まっていたシンガポール・ライオンズXIIに移籍したが、翌2012年11月にはSリーグ首位になったタンピネス・ローバースFCに再移籍した。その後、再びシンガポール・ライオンズXIIに移籍した。
2016年、ヤング・ライオンズに復帰。2017年には再びタンピネス・ローバースFCに移籍した。
2019年、マレーシアのFELDAユナイテッドFCに移籍した。
2021年、タンジョン・パガー・ユナイテッドFCに移籍した。

## 代表歴
カイルル・アムリはU-16代表、U-18代表、U-23代表、A代表に選出されている。
A代表デビューは2004年のオマーン代表戦である。同年の東南アジアサッカー選手権ではインドネシア代表から得点を奪う等、その後に繋がる活躍を見せた。数か月後、AFCアジアカップ2007ではイラク代表からフリーキックで得点を奪い、2-0でこの試合は勝ったものの、同じく彼が1点を獲得したアウェー戦では4-2で敗れている。
2007年の東南アジアサッカー選手権ではラオス代表に11-0の快勝をしている。決勝戦となったタイ代表戦でも得点を挙げ、シンガポール代表の三回目の優勝に大きく貢献した。
また、同年の東南アジア競技大会では、U-23代表の一員として銅メダルの獲得に貢献している。
その後、2008年のシンガポール・カップで負傷したために、同年の東南アジアサッカー選手権は出場できず、2010年にも負傷しているため、AFCアジアカップ2011の始めの2試合も欠場している。更に2011年にもクラブでの怪我によって、2014 FIFAワールドカップ・アジア予選の出場が出来なかった。
2012年の東南アジアサッカー選手権では出場を果たし、ラオス代表、フィリピン代表、タイ代表からそれぞれ得点を果たしている。

## キャリア

### 国際試合
代表での得点
| No | 日附           | 場所                                             | 対戦相手                         | 得点 | 結果 | 大会                                |
| -- | -------------- | ------------------------------------------------ | -------------------------------- | ---- | ---- | ----------------------------------- |
| 1  | 2004年10月13日 | シンガポール                                     | インド                           | 1–0  | 2–0  | 2006 FIFAワールドカップ・アジア予選 |
| 2  | 2004年12月15日 | ハイフォン・ラックチャイ・スタジアム             | カンボジア                       | 1–0  | 3–0  | 2004東南アジアサッカー選手権        |
| 3  | 2005年1月8日   | ジャカルタ・ゲロラ・ブン・カルノ・スタジアム     | インドネシア                     | 1–1  | 3–1  | 2004東南アジアサッカー選手権        |
| 4  | 2006年2月4日   | クウェート市                                     | クウェート                       | 1–2  | 2–2  | 親善試合                            |
| 5  | 2006年2月22日  | シンガポール・ナショナルスタジアム               | イラク                           | 1–0  | 2–0  | AFCアジアカップ2007                 |
| 6  | 2006年10月11日 | アル・アイン・シェイク・ハリーファ国際スタジアム | イラク                           | 1–4  | 2–4  | AFCアジアカップ2007                 |
| 7  | 2007年1月7日   | シンガポール・チョア・チュー・カン・スタジアム   | フィリピン                       | 1–1  | 4–1  | 親善試合                            |
| 8  | 2007年1月15日  | シンガポール・ナショナルスタジアム               | ラオス                           | 1–0  | 11–0 | 2007東南アジアサッカー選手権        |
| 9  | 2007年2月4日   | バンコク・スパチャラサイ国立競技場               | タイ                             | 1–1  | 1–1  | 2007東南アジアサッカー選手権        |
| 10 | 2007年8月21日  | シャー・アラム・シャー・アラム・スタジアム       | ジンバブエ                       | 2-0  | 4–2  | 2007ムルデカ大会                    |
| 11 | 2009年10月22日 | ホーチミン市                                     | トルクメニスタン                 | 1-2  | 4–2  | 親善試合                            |
| 12 | 2010年8月23日  | ヤゴディナ・ヤゴディナ・シティ・スタジアム       | FKヴォイヴォディナ・ノヴィ・サド | 3-1  | 3-1  | 親善試合                            |
| 13 | 2010年8月25日  | ヤゴディナ・ヤゴディナ・シティ・スタジアム       | FKヤゴディナ                     | 1-2  | 2–2  | 親善試合                            |
| 14 | 2012年10月16日 | シンガポール                                     | インドネシア                     | 1-0  | 2–0  | 親善試合                            |
| 15 | 2012年10月19日 | シンガポール                                     | パキスタン                       | 1–0  | 4–1  | 親善試合                            |
| 16 | 2012年12月1日  | シャー・アラム・シャー・アラム・スタジアム       | ラオス                           | 1–3  | 4-3  | 2012東南アジアサッカー選手権        |
| 17 | 2012年12月12日 | シンガポール・ジャラン・ベサール・スタジアム     | フィリピン                       | 1–0  | 1–0  | 2012東南アジアサッカー選手権        |
| 18 | 2012年12月19日 | シンガポール・ジャラン・ベサール・スタジアム     | タイ                             | 1–1  | 3-1  | 2012東南アジアサッカー選手権        |
| 19 | 2013年6月4日   | ヤンゴン                                         | ミャンマー                       | 1-0  | 2–0  | 親善試合                            |
| 20 | 2013年10月10日 | シンガポール                                     | ラオス                           | 1-0  | 1–0  | 親善試合                            |
| 21 | 2013年10月15日 | シンガポール・ジャラン・ベサール・スタジアム     | シリア                           | 1-1  | 2–1  | AFCアジアカップ2015                 |
| 22 | 2014年2月4日   | シンガポール・ジャラン・ベサール・スタジアム     | ヨルダン                         | 1-1  | 2–1  | AFCアジアカップ2015                 |
| 23 | 2014年7月12日  | フラチャウ                                       | FCズブロヨフカ・ブルノ           | 1-0  | 2–2  | 親善試合                            |
| 24 | 2014年10月14日 | 氹仔島                                           | マカオ                           | 1-0  | 2–2  | 親善試合                            |
| 25 | 2014年10月14日 | 氹仔島                                           | マカオ                           | 2-0  | 2–2  | 親善試合                            |
| 26 | 2014年11月13日 | シンガポール・イーシュン・スタジアム             | ラオス                           | 1–0  | 2–0  | 親善試合                            |
| 27 | 2014年11月17日 | シンガポール・イーシュン・スタジアム             | カンボジア                       | 1–2  | 4-2  | 親善試合                            |
| 28 | 2014年11月23日 | シンガポール・ナショナルスタジアム               | タイ                             | 1–2  | 1-2  | 2014東南アジアサッカー選手権        |
| 29 | 2014年11月29日 | シンガポール・ナショナルスタジアム               | マレーシア                       | 1–3  | 1–3  | 2014東南アジアサッカー選手権        |
| 30 | 2015年5月30日  | ダッカ・バンガバンドゥ・ナショナル・スタジアム   | バングラデシュ                   | 1–2  | 1-2  | 親善試合                            |
| 31 | 2015年6月6日   | シンガポール・ジュロン・イースト・スタジアム     | ブルネイ                         | 1–0  | 5–1  | 親善試合                            |
| 32 | 2015年6月6日   | シンガポール・ジュロン・イースト・スタジアム     | ブルネイ                         | 4–1  | 5–1  | 親善試合                            |
| 33 | 2015年6月11日  | プノンペン・プノンペン・オリンピックスタジアム   | カンボジア                       | 1–0  | 4–0  | 2018 FIFAワールドカップ・アジア予選 |
| 34 | 2015年10月8日  | シンガポール・ジュロン・イースト・スタジアム     | アフガニスタン                   | 1–0  | 1–0  | 2018 FIFAワールドカップ・アジア予選 |
| 35 | 2015年10月8日  | プノンペン・プノンペン・オリンピックスタジアム   | カンボジア                       | 1–1  | 1–2  | 親善試合                            |
| 36 | 2016年11月25日 | マニラ・リサール・メモリアル・スタジアム         | インドネシア                     | 1–0  | 1–2  | 2016東南アジアサッカー選手権        |

## 生活
カイルル・アムリの弟カイルル・ニザムもシンガポール代表のサッカー選手である。

## タイトル

### クラブ
シンガポール・ライオンズXII
- マレーシア・スーパーリーグ: 2013
- ピアラFAマレーシア: 2015

### 代表
シンガポール
- 東南アジアサッカー選手権: 2004, 2007, 2012 [6]
- 東南アジア競技大会: 銅メダル - 2006

### 個人
- S.League People's Choice Award: 2006
- Lions’ Player of the Year: 2006
- S.League Young Player of the Year: 2008 [13]